# 美中影视产业博览会
美中影视产业博览会（英語：U.S. China Film & TV Industry Expo，UCFTI）是中美两国之间的一个影视博览会，每年9月在洛杉矶会议中心定期召开。

## 外部連結
- 官方网站